# Еремеевка (Омская область)
Ереме́евка — село в Полтавском районе Омской области России. Административный центр Еремеевского сельского поселения.

## Физико-географическая характеристика
Село расположено в лесостепной зоне в пределах Ишимской равнины, являющейся частью Западно-Сибирской равнины, на высоте 111 метров над уровнем моря. Гидрографическая сеть не развита: в окрестностях села реки и озёра отсутствуют. Еремеевка находится в 25 км к юго-востоку от районного центра посёлка Полтавка, к востоку от села проходит государственная граница с Республикой Казахстан.
Климат
Климат резко континентальный, со значительными перепадами температур как между климатическими сезонами, так и даже в течение суток (согласно классификации климатов Кёппена — влажный континентальный с тёплым летом (индекс Dfb)). Многолетняя норма осадков — 362 мм. Наибольшее количество осадков выпадает в июле — 62 мм, наименьшее в марте — 12 мм. Среднегодовая температура положительная и составляет 1,6 С, средняя температура июля — 19,9 С, января — −17,1 С.

## История
В 1904 году был отведён участок № 61 Кий-Кпай. В этот участок вошла часть пастбищ киргизских аулов Баетандык, Жумабай, и Терекуль. В участок была отведена 6861 десятина, в том числе степи, годной для пашни, 6286 десятин, леса 366 десятин и под усадьбы 101 десятина. Участок предназначался для водворения 454 мужских душ или на 454 доли.
В 1905 году на участок Кий-Кпай прибыла партия из приднепровского села Еремеевка. Уже обустроившиеся родственники из Полтавки и Максимовки помогли поднять первые загоны пашен, приютили семьи, участвовали в сооружении дерновок. Новый посёлок был назван землемером Владимирский. В 1906 году на этот участок прибыло ещё два эшелона переселенцев, основную их массу также составили выходцы из села Еремеевского. В сентябре 1907 года, в посёлке находилось 133 семьи, в которых насчитывалось 393 мужчины и 355 женщин.
В посёлке преобладали дерновки и имелось лишь несколько саманных хат. В 1909 году в посёлке на средства общества с доплатой 1000 рублей из казны была построена школа.

## Население
| 1907 | 1926  | 2010  |
| ---- | ----- | ----- |
| 748  | ↗1442 | ↘1308 |